# Авторское право в Турции
Современное Авторское право в Турции защищается турецким законом «Об авторском праве № 5846 об авторских правах на интеллектуальные и художественные произведения (тур. Fikir ve Sanat Eserleri Kanunu)».
Турция пересматривает свои законы, касающиеся интеллектуальной собственности и права в целях приведения их в соответствие ВОИС стандартам. Турция является участницей Бернской Конвенции, Римской Конвенции и соглашения ТРИПС. Турецкие законы об авторском праве приведены в соответствие с этими договорами и поправками 1995 и 2001 годов.

## История
Первоначальное регулирование авторского права в Османской империи было с 1850 года по документу Encumen-I Danis Nizamnamesi, с 1857 года — Matbaalar Nizamnamesi. Закон об авторских правах 1910 года был создан на основе французского закона середины 1800-х годов или немецким законом авторского права 1901 года и оставался в силе до 1951 года.

## Поправки
В принятый в декабре 1951 года закон 5846 были внесены изменения следующими поправками:
- № 2936 — от 11 января 1983 года;
- № 4110 — от 7 июня 1995 года;
- № 4630 — от 21 февраля 2001 года;
- № 5101 — от 3 марта 2004 года;
- № 5217 — от 17 июля 2004 года;
- № 5571 — от 28 декабря 2006 года.

Кроме того, проект закона подготовлен с изменениями в статьях 23, 25, 43 и 71-81 в рамках вышеупомянутых поправок.

## Соответствующие законы
Другими законами Турции, применимыми в области создания аудиовизуального искусства являются:
- № 3984 (о создании радио и телевизионных предприятий и их трансляций)
- № 3257 (для кино — видео и музыкальных произведений)
- № 5680 (закон О Печати)
- № 1117 (закон О защите несовершеннолетних от вредных публикаций)
- № 4054 (закон О защите конкуренции)

## Закон № 5846
Закон № 5846 состоит из 6 частей и описывает авторские права их защиту в Турции. Действие Закона распространяется на личные неимущественные и имущественные права авторов, создающих интеллектуальные и художественные произведения и исполнителей, которые выполняют или интерпретируют произведения, фонограммы производителей, которые делают первые фиксации звуков, производителей, которые делают первые фиксации фильмов и радио-телевизионных организаций на свою продукцию.
Авторские права состоят из экономических и моральных прав. Авторское право защищается законов в течение жизни автора и семидесяти лет после его смерти. Нарушение авторских прав наказывается следующими штрафами:
- Штраф в размере трех млрд. турецких лир налагается на тех, кто продает на дорогах, площадях, рынках под открытым небом, тротуарах, причалах, мостах или подобных местах на законном основании воспроизведенными экземплярами в соответствии с настоящим законом;
- Штраф в размере десяти миллиардов лир налагается на малых предприятиях, тридцать миллиардов лир на средние предприятия и сто миллиардов лир для крупных предприятий, которые работают без получения сертификатов, которые должны были быть получены в соответствии со статьей 44 для воспроизведения интеллектуальных и художественных произведений, требующих разрешения по статье 81 закона;
- Штраф в размере пяти миллиардов лир налагается на тех, кто нарушил дополнительные положения статьи 5.

Административные штрафы налагаются местными представителями центрального правительства на основании заявлений от потерпевших.
Штрафы должны быть оплачены в течение десяти дней с даты уведомления, при неуплате в течение десяти дней размер штрафа увеличивается в два раза и срок оплаты продлевается на десять дней. Если штрафы не оплачиваются в течение длительного периода, то их размер должен быть увеличен в три раза. Уплата штрафа не означает освобождение от обязательств по устранению нарушений закона.
Дополнительная статья 11 закона разрешает воспроизводить научные и литературные произведения в письменной форме, в том числе школьные учебники, которые были обнародованы или опубликованы, без получения разрешения, предусмотренного настоящим законом и без каких-либо коммерческих целей в виде кассеты, компакт-диска, алфавита Брайля и похожих форматов человеком с ограниченными возможностями для его/ее собственного использования или другим лицом, действующим от его имени, в единственном экземпляре, или путём образования учреждения, фонда, ассоциации и тому подобного предоставления услуг в интересах людей с ограниченными возможностями в необходимом количестве.

## Примечание
1. ↑  Aktekin, Ugur. Keeping up with WIPO (неопр.) // Managing Intellectual Property. — 2007. — June. — С. 72—73. Архивировано 15 февраля 2016 года.
2. ↑  Nadide Güher Erer. A Short History of Copyright in the West, in the Ottoman Empire and in Turkey. Türk Kütüphaneciliği (2014). Дата обращения: 9 февраля 2016. Архивировано 15 февраля 2016 года.
3. ↑  A Shifting Empire: 100 Years of the Copyright Act 1911 (англ.). — P. 88. — ISBN 1781003092.
4. ↑  Copyright Protection on the Internet: Analysis of an International, Regional and Nationally Based Protection (2006). Дата обращения: 9 февраля 2016. Архивировано 25 февраля 2016 года.
5. ↑  Turkey: Copyright, Draft Law (Amendment). WIPO. Дата обращения: 5 августа 2008. Архивировано 12 декабря 2012 года.
6. ↑  Baytan, Hatice Dilek. Turkey: Law Relevant to the Audiovisual Sector. European Audiovisual Observatory (3 августа 2001). Дата обращения: 29 июля 2008. Архивировано 9 июня 2008 года.